# Mictecacihuatl

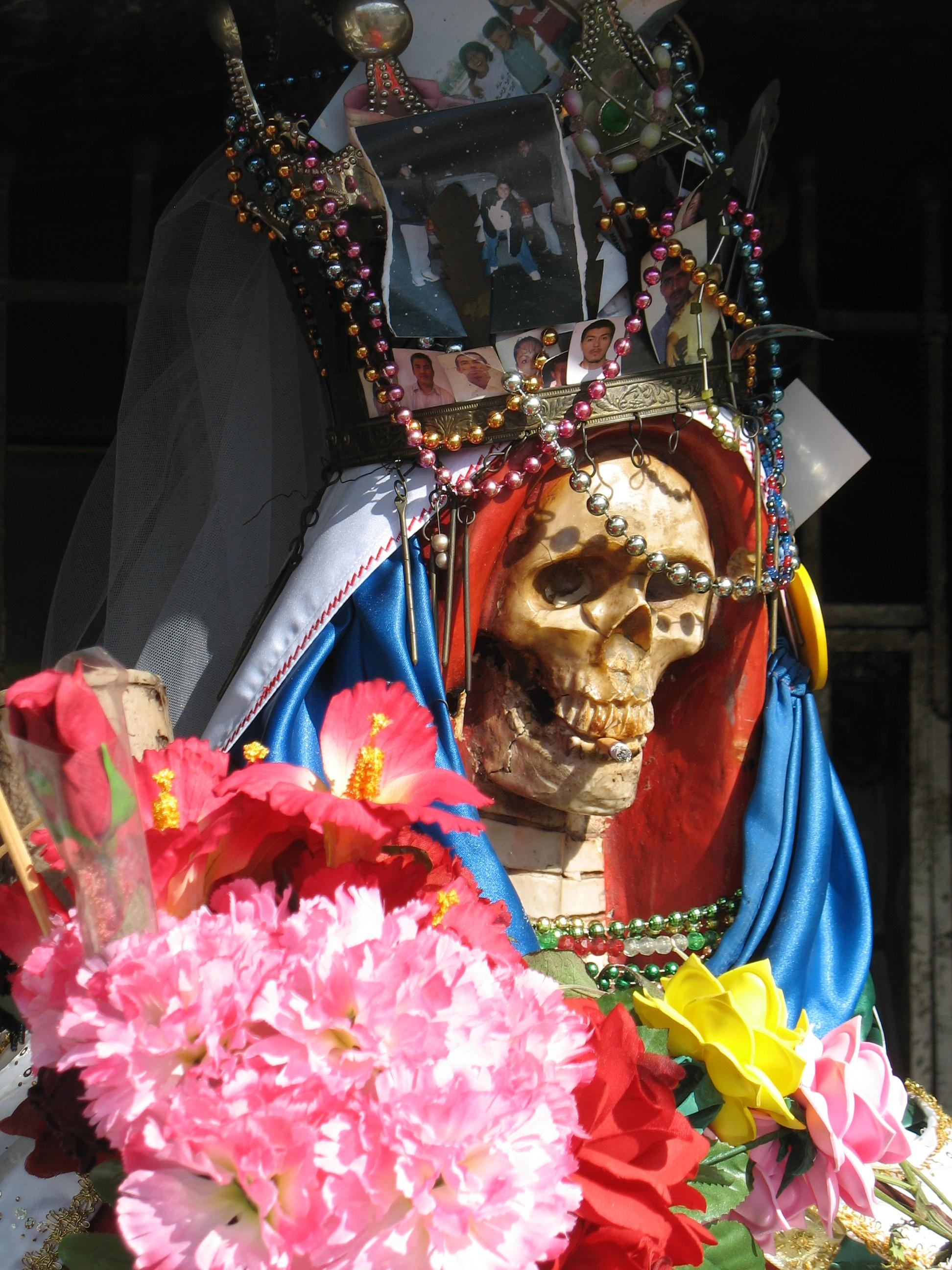
Santa Muerte

Mictecacihuatl was in de Azteekse mythologie de koningin van Mictlan, de onderwereld, en heerste over het leven na de dood met Mictlantecuhtli, een andere god die is aangewezen als haar man. 
Haar rol was om over de botten van de doden te waken. Zij zit het oude festival van de dood voor, dat vanuit de Azteekse traditie geëvolueerd is in de moderne "Dag van de Doden", na synthese met de Spaanse culturele tradities. Er wordt gezegd dat ze nu ook het huidige eigentijdse festival voorzit.
Mictecacihuatl is ook wel bekend als Dame van de Dood. Men gelooft dat zij is geboren en als baby is geofferd. Haar cultus leeft voort in de Mexicaanse aanbidding van Santa Muerte.